# Anton Neumann
Anton Neumann (* 18. November 1885 in Nymburk; † 11. Oktober 1964 in Steyr) war ein österreichischer Politiker (VdU) und Professor. Er war von 1949 bis 1953 Abgeordneter zum Nationalrat.
Neumann besuchte nach der Volksschule eine Realschule und studierte danach an der Universität Prag. 1910 legte er die Lehramtsprüfung für Deutsch und Französisch an österreichischen Mittelschulen ab. 1911 wurde er Supplent an der Staatsrealschule in Steyr. 1913 erfolgte seine Ernennung zum Professor, ab 1918 arbeitete er als Professor an der Oberrealschule Steyr. Zwischen 1938 und 1945 hatte er die Funktion des Direktors dieser Schule inne. Neumann wurde 1948 als Professor am Bundesrealgymnasium in Steyr pensioniert. 
Neumann gilt als Pionier der Erwachsenenbildung und gründete 1950 die Volkshochschule Steyr. Er war zudem Obmann der Wiener "Urania" in Steyr. 
Neumann war lokalpolitisch zwischen 1949 und 1952 als Vizebürgermeister von Steyr aktiv und wirkte im Anschluss bis 1960 als Stadtrat. Er vertrat den Verband der Unabhängigen zwischen dem 8. November 1949 und dem 18. März 1953 im Nationalrat. Er war verheiratet und Vater dreier Kinder.